# Mladé (Liběšice)
Mladé je vesnice ležící jižně od vrchu Sedlo, v Českém středohoří na Litoměřicku, nyní je částí obce Liběšice.

## Historie

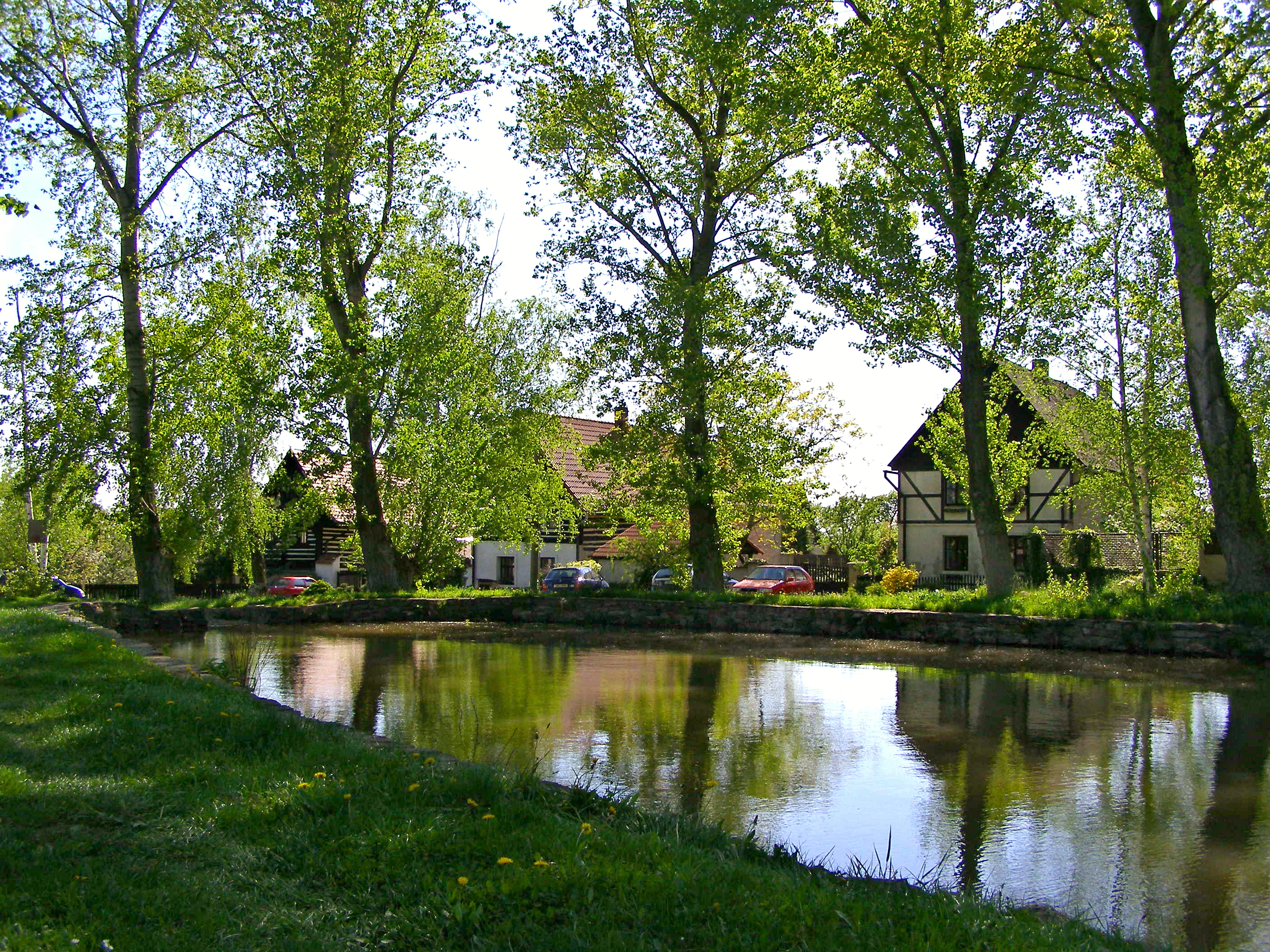
Rybník s lidovými dřevěnými chalupami

První zmínka o vesnici pochází z roku 1391. S růstem počtu obyvatel (převážně německé národnosti) byla na návsi založena v roce 1768 škola s mansardovou střechou. Na přelomu 19. a 20. století ves zažila největší rozkvět. Ve vesnici se nacházely dva hostince. Po druhé světové válce došlo k odsunu německého obyvatelstva a s tím i uzavření školy a hostinců.
V tradičně zemědělské vsi se dochovaly dřevěné chalupy s hrázděnými hospodářskými stavbami z 18. a 19. století, které většinou slouží k rekreaci. Ve vsi se také nachází zděné empírové domy z 19. století.

## Obyvatelstvo
Při sčítání lidu v roce 1921 zde žilo 160 obyvatel (z toho 86 mužů) německé národnosti a římskokatolického vyznání. Podle sčítání lidu z roku 1930 měla vesnice 175 obyvatel s nezměněnou národnostní a náboženskou strukturou.
|                                                               | 1869 | 1880 | 1890 | 1900 | 1910 | 1921 | 1930 | 1950 | 1961 | 1970 | 1980 | 1991 | 2001 | 2011 |
| ------------------------------------------------------------- | ---- | ---- | ---- | ---- | ---- | ---- | ---- | ---- | ---- | ---- | ---- | ---- | ---- | ---- |
| Obyvatelé                                                     | 180  | 191  | 189  | 172  | 185  | 160  | 175  | 69   | 75   | 67   | 42   | 35   | 48   | 43   |
| Domy                                                          | 32   | 32   | 32   | 33   | 32   | 32   | 30   | 16   | .    | 18   | 16   | 18   | 17   | 16   |
| Počet domů z roku 1961 je zahrnut mezi domy Horních Chobolic. |      |      |      |      |      |      |      |      |      |      |      |      |      |      |